# Bochum Hauptbahnhof
Bochum Hauptbahnhof (afgekort als: Bochum Hbf) is het Centraal Station of hoofdstation van de Duitse stad Bochum. Het station behoort tot de Duitse stationscategorie 2.
Het station is ook het knooppunt voor het overige openbaar vervoer in de stad: U-bahn (Stadtbahn, een metro/sneltram),  en Strassenbahn (tram) en busvervoer. 
De halten van zowel de tram als de U-bahn bevinden zich ondergronds, verdeeld over twee verdiepingen.
Het oorspronkelijke “Hauptbahnhof” lag enkele honderden meters naar het westen. De gebouwen werden tijdens bombardementen in de Tweede Wereldoorlog grotendeels verwoest. Bij de herinrichting van de stad werd het station naar het oosten verplaatst. In februari 1954 ging de eerste spade de grond in; 12 oktober 1955 vond de eerstesteenlegging plaats. 
Het nieuwe station werd in 1957 geopend.

## Regionale, lokale enS-Bahn-treinen
| Serie       | Treinsoort                          | Route | Bijzonderheden                                                                     |
| ----------- | ----------------------------------- | --- | ---------------------------------------------------------------------------------- |
| RE 1 (RRX)  | Regional-Express (National Express) | Aachen Hbf – Stolberg (Rheinl) Hbf – Eschweiler Hbf – Düren – Köln Hbf – Düsseldorf Hbf – Duisburg Hbf – Essen Hbf – Bochum Hbf – Dortmund Hbf – Hamm (Westf)                   | NRW-Express                                                                        |
| RE 6 (RRX)  | Regional-Express (National Express) | Köln/Bonn Luchthaven – Köln Hbf – Neuss Hbf – Düsseldorf Hbf – Duisburg Hbf – Essen Hbf – Bochum Hbf – Dortmund Hbf – Hamm Hbf – Gütersloh Hbf – Bielefeld Hbf – Minden (Westf) | Rhein-Weser-Express                                                                |
| RE 11 (RRX) | Regional-Express (National Express) | Düsseldorf Hbf – Duisburg Hbf – Essen Hbf – Bochum Hbf – Dortmund Hbf – Hamm (Westf) Hbf – Paderborn Hbf – Warburg (Westf) – Kassel-Wilhelmshöhe                                | Rhein-Hellweg-Express Rijdt elke twee uur tussen Paderborn en Kassel-Wilhelmshöhe. |
| RE 16       | Regional-Express (Abellio Rail NRW) | Essen Hbf – Bochum Hbf – Witten Hbf – Hagen Hbf – Hohenlimburg – Letmathe – [ Iserlohn ] / Werdohl – Kreuztal – Siegen                                                          | Ruhr-Sieg-Express                                                                  |
| RB 40       | Regionalbahn (Abellio Rail NRW)     | Essen Hbf – Essen-Kray Süd – Wattenscheid – Bochum Hbf – Witten Hbf – Wetter (Ruhr) – Hagen-Vorhalle – Hagen Hbf                                                                | Ruhr-Lenne-Bahn                                                                    |
| RB 46       | Regionalbahn (DB Regio NRW)         | Gelsenkirchen Hbf – Wanne-Eickel Hbf – Bochum-Riemke – Bochum-Hamme – Bochum West – Bochum Hbf                                                                                  | Glückauf-Bahn 2x per uur, 1x per uur in het weekend                                |
| S 1         | S-Bahn (DB Regio NRW)               | Solingen Hbf – Düsseldorf Hbf – Düsseldorf Luchthaven – Duisburg Hbf – Mülheim (Ruhr) Hbf – Essen Hbf – Bochum Hbf – Dortmund Hbf                                               |                                                                                    |

## Stadtbahn-lijnen

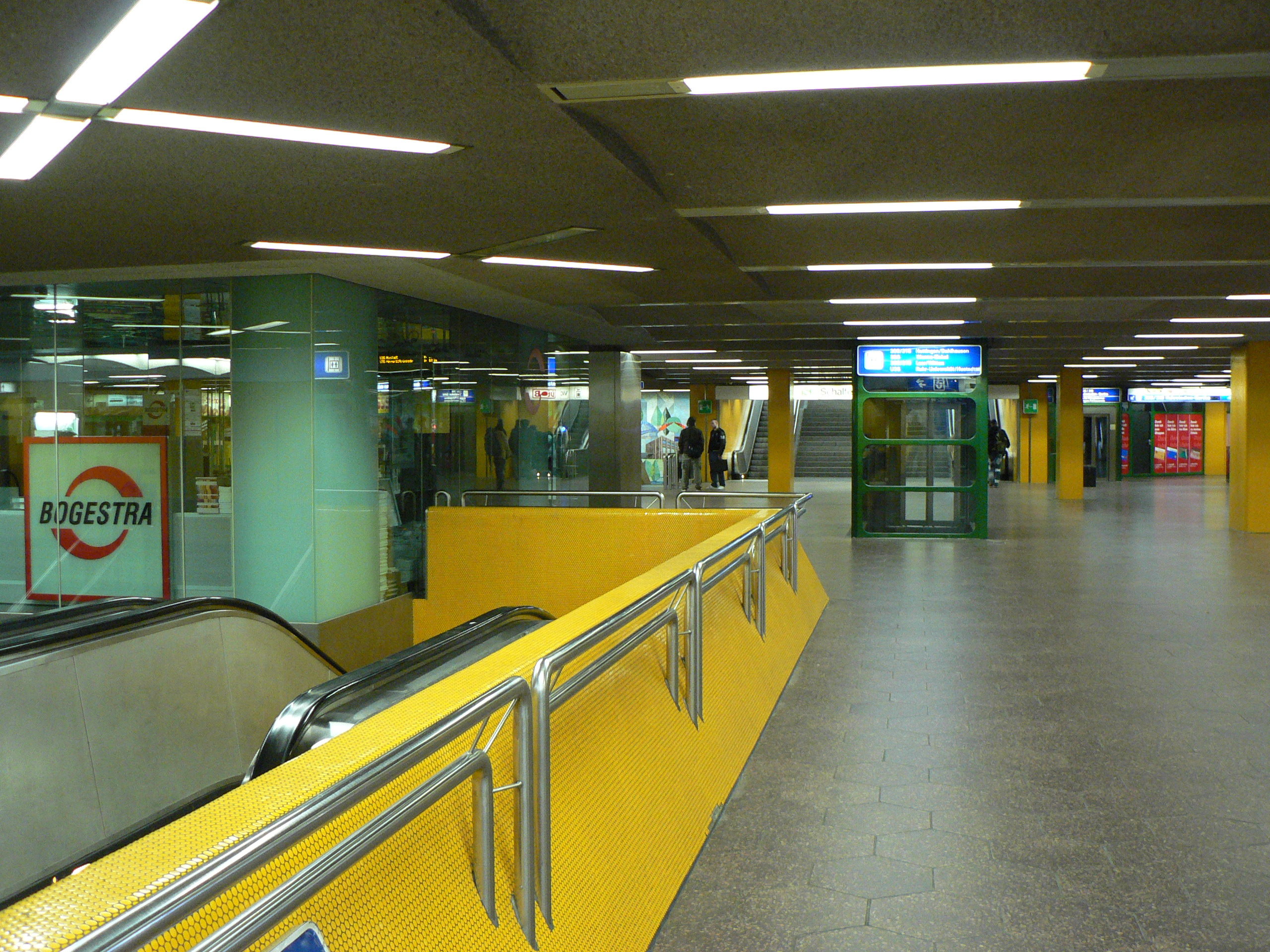
Metrostation Bochum Hbf van de Stadtbahn van Bochum

| Lijn | Route | Lengte  | Stations (ondergrondse stations) |
| ---- | --- | ------- | -------------------------------- |
| U35  | Bochum-Querenburg Hustadt – Ruhr-Universität – Bochum Rathaus (Nord) – Bochum Hbf – Riemke – Herne Bf – Schloss Strünkede elke 10 minuten, in de ochtendspits elke 5 minuten | 14,3 km | 21 (15)                          |

Dortmund Hbf ·
Dortmund-Dorstfeld ·
Dortmund-Wischlingen ·
Dortmund-Dorstfeld Süd ·
Dortmund Universität ·
Dortmund-Oespel ·
Dortmund-Kley ·
Bochum-Langendreer ·
Bochum-Langendreer West ·
Bochum Hbf ·
Bochum-Ehrenfeld ·
Wattenscheid-Höntrop ·
Essen-Eiberg ·
Essen-Steele Ost ·
Essen-Steele ·
Essen Hbf ·
Essen West ·
Essen-Frohnhausen ·
Mülheim Hbf ·
Mülheim-Styrum ·
Duisburg Hbf ·
Duisburg Schlenk ·
Duisburg-Buchholz ·
Duisburg-Großenbaum ·
Duisburg-Rahm ·
Angermund ·
Düsseldorf Flughafen ·
Düsseldorf-Unterrath ·
Düsseldorf-Derendorf ·
Düsseldorf Zoo ·
Düsseldorf-Wehrhahn ·
Düsseldorf Hbf ·
Düsseldorf Volksgarten ·
Düsseldorf-Oberbilk ·
Düsseldorf-Eller Mitte ·
Düsseldorf-Eller ·
Hilden ·
Hilden Süd ·
Solingen Vogelpark ·
Solingen Hbf